# Sisinio de Pretis, Edler von Cagnodo
Sisinio de Pretis, Edler von Cagnodo (* 1795; † 1855 in Triest) war ein österreichischer Diplomat und Politiker. Er war von 1837 bis 1850 österreichischer Generalkonsul in Hamburg, zuständig für mehrere norddeutsche Staaten, und 1848/49 Mitglied der Frankfurter Nationalversammlung.

## Leben
Sisinio war ein Sohn des Gutsbesitzers Antonio de Pretis aus dem italienischsprachigen Südteil Tirols. Der Richter und Politiker Giovanni de Pretis, der sich für eine Autonomie des Trentino einsetzte, war sein jüngerer Bruder. Am 7. November 1842 erhielt Sisinio de Pretis die Bewilligung, seinem Familiennamen den Zusatz von oder de Cagnodo anzufügen. Sein gleichnamiger Sohn (1828–1890) wurde hoher Beamter, Abgeordneter und Minister.
Pretis war von 1827 bis 1837 Kanzler am österreichischen Generalkonsulat in Hamburg. Vom Mai 1836 bis Mai 1837 war er auch provisorischer Leiter der Mission in Hamburg und danach bis 1850 österreichischer Generalkonsul im Königreich Hannover, den Herzogtümern Holstein und Schleswig, den Großherzogtümern Mecklenburg-Schwerin, Mecklenburg-Strelitz und Oldenburg sowie in der Freien und Hansestadt Hamburg. Pretis von Cagnodo setzte sich für die Stärkung der katholischen Diaspora im protestantisch dominierten Norddeutschland (Apostolisches Vikariat des Nordens) ein. Seit 1850 bis 1855 arbeitete er als Rat bei der Reichsseebehörde in Triest.
Vom 8. Juli 1848 bis 30. Mai 1849 war de Pretis für den 3. Wahlkreis Tirol und Vorarlberg (Trient, Cles) Mitglied der Frankfurter Nationalversammlung, wo er sich der gemäßigt-liberalen Fraktion Augsburger Hof anschloss. Ab Oktober 1848 gehörte er dem Ausschuss für völkerrechtliche und internationale Fragen an. Die Wahl des preußischen Königs Friedrich Wilhelms IV. zum Kaiser der Deutschen lehnte er ab. Anders als die übrigen italienischsprachigen Abgeordneten (einschließlich seines Bruders) setzte er sich nicht für eine Autonomie des Trentino ein.
In der Zeit 1848/49 war er Mitglied im Deutschen Verein für Handelsfreiheit und Ehrenmitglied in der Patriotisch-ökonomischen Gesellschaft in Böhmen, der Landwirtschaftsgesellschaft für Tirol und Vorarlberg und dem Innerösterreichischen Industrie- und Gewerbeverein.